# Shiny Toy Guns
Shiny Toy Guns (ou simplesmente STG) é uma banda de rock estado-unidense de Los Angeles, Califórnia, formada em 2002.

## História
A banda foi fundada em 2001 pelo baixista e tecladista Jeremy Dawson e pelo vocalista e guitarrista Chad Petree. Eles se conheciam por anos, crescendo juntos em Shawnee e trabalhando juntos noutros projetos musicais como Cloud2Ground e Slyder. Continuaram a trabalhar juntos após tais projetos até se reunirem com Ursula Vari. Em 2004, em Los Angeles, a banda se reuniu com Vari e contratou Carah Faye Charnow como vocalista, assim como o baterista Mikey Martin.
Juntos, o Shiny Toy Guns ganhou popularidade na Califórnia através de sua página no MySpace. Em janeiro de 2005, lançaram  seu primeiro álbum We Are Pilots através da gravadora Stormwest International. Começaram uma turnê pelos Estados Unidos. We Are Pilots foi regravado e relançado com uma lista de faixas revisada através da SideCho em novembro de 2005. Continuando as turnês, em junho de 2006 eles assinaram com a Universal Records, e em setembro a canção "Don't Cry Out" é usada no filme de snowboard Follow Me Around da MDP, e "You are the One" é usada na trilha sonora do jogo eletrônico FIFA 07, da Eletronic Arts. O grupo lançou mais uma versão de We Are Pilots, em outubro de 2006.
Em janeiro de 2007, "Le Disko" é usada na trilha sonora do jogo Burnout Dominator, em março "Turn to Real Life" é usada num episódio de Ugly Betty e em julho "Don't Cry Out" é novamente utilizada, desta vez no trailer do reality show da MTV The Real World: Sydney. Em setembro do mesmo ano, "Le Disko" é usada no comercial do celular da Motorola, Razr2 V8. Em dezembro, We Are Pilots recebeu a indicação ao Grammy Award na categoria de melhor álbum eletrônico/dance, mas perdeu para oThe Chemical Brothers.
Em agosto de 2008, revelou-se que Carah Faye Charnow não era mais integrante do grupo, sendo substituída por Sisely Treasure, cujo vocal já estava presente no álbum de 2008, Season of Poison. "Ricochet!" foi lançado como primeiro compacto do novo álbum em setembro. Em janeiro de 2009 a banda lançou seu segundo compacto, para a canção "Ghost Town".

## Integrantes

### Atuais
- Carah Faye Charnow – vocais, sintetizadores (2003-2008, 2011-presente).
- Gregori Chad Petree – guitarra, vocais (2002-presente).
- Jeremy Dawson – baixo, sintetizadores (2002-presente).
- Mikey Martin – bateria (2004-presente).

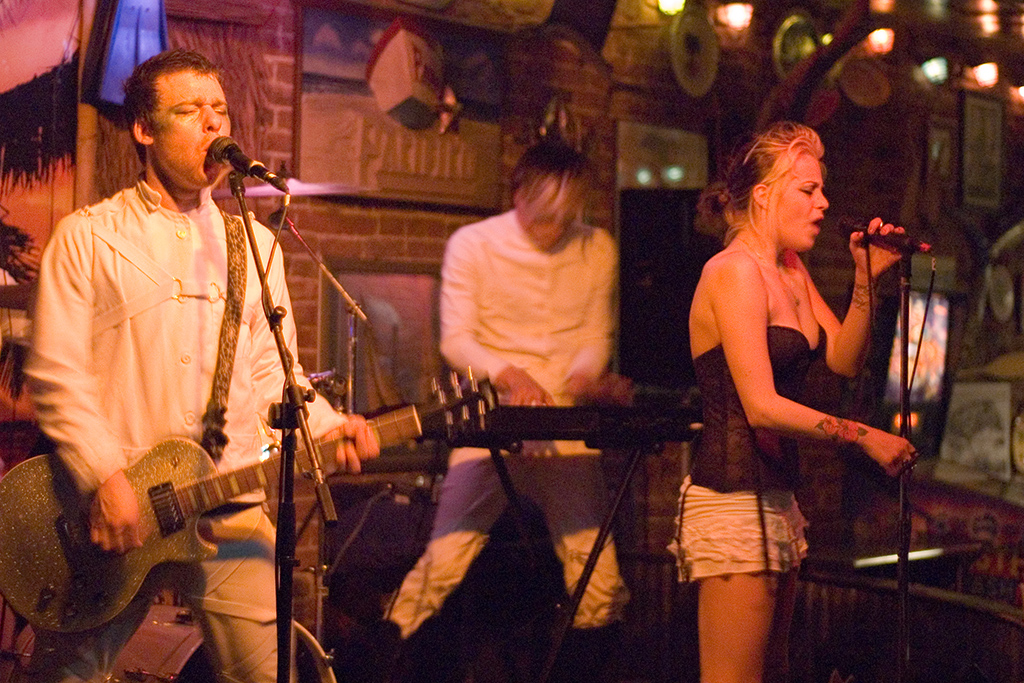
A banda em concerto nos Estados Unidos, 2005

## Discografia

### Álbuns de estúdio
- We Are Pilots (v1) – (Janeiro de 2005; lançamento independente)
- We Are Pilots (v2) – (Novembro de 2005; lançamento independente)
- We Are Pilots (v3) – (17 de Outubro de 2006; Universal Motown Records)
- Season of Poison – (4 de Novembro de 2008; Universal Motown Records)
- III – (26 de outubro de 2012; Five Seven Music)

### Contribuições
- Goth Electro Tribute to Prince – (31 de Maio de 2005; contribuiu com "Nothing Compares 2 U")
- Goth Electro Tribute Depeche Mode  -(4 de Outubro de 2005; contribuiu com "Stripped")
- This is Rave-Electro –(1 de Janeiro de 2007; contribuiu com "Stripped")
- Blood & Chocolate Soundrack – (23 de Janeiro de 2007; contribuiu com "Stripped")
- Bam Margera Presents — Viva La Songs, Vol. 2 – (4 de Setembro de 2007; contribuiu com "Rocketship")
- Nightmare Revisited - (contribuiu com "Finale/reprise")